# Socializace
Socializace (socialization) pochází z latinského socialis neboli družný, spojenecký, polidštěný.
Je to sociologický, sociálně pedagogický, sociálně psychologický a pedagogický pojem, který označuje proces, při kterém se jedinec začleňuje do společnosti, přičemž si osvojuje její hodnoty, normy, chování, schopnosti a učí se sociálním rolím. Výsledkem tohoto procesu je vytvoření „sociálního já“, sociální identity a sociokulturní osobnosti. Socializace probíhá po celý život, nejdůležitější je však v dětství a mládí.

## Proces socializace
Socializace je proces, který není nikdy zcela ukončen. Jedná se o proces, ve kterém se jedinec začleňuje do sociální skupiny, přičemž si osvojuje hodnoty skupiny, normy ve skupině panující, učí se sociálním rolím spojeným s určitými pozicemi a dalším dovednostem a schopnostem.
Během socializace dochází k proměnám, kdy se jedinec vzdaluje od výchozího stavu novorozeněte a stává se kulturní bytostí schopnou žít v lidské společnosti a respektovat společenská pravidla a normy. Jedinec se tak proměňuje z čistě biologického individua ve společenskou bytost.
I přes veškeré snahy zapadnout do společnosti v procesu socializace se nesmí zapomenout také na individuální zpracování všech těchto vlivů. Proto je také psychology často zdůrazňován fakt, že se socializací probíhá současně také personalizace, tedy aktivní utváření vyzrálé a samostatné osobnosti.

## Druhy socializace
Socializaci je možné chápat pomocí dvou přístupů:
1. fylogenetický přístup – jehož pomocí zkoumáme hominizace člověka jako druhu v průběhu jeho vývoje
2. ontogenetický přístup – zabýváme se socializačním procesem konkrétního jedince

## Dělení

### Socializace záměrná a nezáměrná
Socializace nezáměrná (nondeliberate socialization)
Za nezáměrnou socializaci se považuje proces, kdy je jedinec ovlivňován a socializován bez předchozího úmyslu. Může k tomu docházet například každodenním vlivem rodičů nebo jiných sociálních vzorů na dítě v neformálních situacích, kdy dítě se sociálním modelem interaguje (např. dítě vysleduje u rodičů jejich způsob řešení konfliktů a bude je v budoucnu řešit podobně). Mezi sociální stimuly, které působí nezáměrně, mohou patřit i knihy, filmy, reklamy atd.
Socializace záměrná (deliberate socialization)
Záměrná socializace je cílené úsilí, zejména rodičů a pečovatelů, ovlivňovat budoucí smýšlení a začlenění dítěte. Záměrná socializace je prováděna vyučováním či vychováváním.

### Socializace primární, sekundární a terciární
Primární socializace
S primární socializací se setkáváme v novorozeneckém věku. Dětství celkově je označováno jako nejintenzivnější období kulturního učení. Tento druh socializace se děje prostřednictvím nejbližších lidí, jako jsou členové rodiny nebo přátelé. Normy, které jedinec v primární fázi socializace získá, mohou být označeny za stabilní, jen výjimečně se mohou ještě v průběhu života změnit. V rámci primární socializace se děti učí hlavně jazyku a základním vzorcům chování. Toto období primární socializace trvá přibližně do třetího roku života.
Sekundární socializace
Sekundární socializace připravuje jedince na jeho roli ve společnosti. Nastává zpravidla později v dětství (po třetím roce života) a pokračuje do dospělosti. Zodpovědnost, která dříve spočívala na rodině, je nyní v rukou dalších socializačních faktorů, jako jsou školy, věkové skupiny, organizace, média a místo pracoviště.
Terciární socializace
Tento druh socializace se uskutečňuje v dospělosti a označuje přejímání, které jedinec neustále uskutečňuje v interakci se svým okolím.

### Další dělení
Socializace anticipující
Anticipující socializace (z lat. anticipare = předstihnout) je přebírání hodnot, norem a postojů určité skupiny jedincem, který by byl rád jejím členem, ale ještě není. Např. úředník, který přebírá životní styl a názory svých nadřízených, protože doufá v povýšení.
Genderová socializace
Gender socializace je proces, kdy se jedinec učí pohlížet na sebe jako na muže, či ženu, a je zaučován do mužských a ženských rolí spojovaných s nositeli určitého biologického pohlaví. U dětí je téměř jisté, že se genderu učí neuvědoměle. Než děti samy sebe dokážou přesně označit za dívku či chlapce, dostanou nejprve mnoho předverbálních a vizuálních vodítek. K těm patří například, že dospělí muži a ženy přistupují k dětem odlišným způsobem – např. děvčatům dávají na hraní panenky a chlapcům autíčka.
Genderová socializace je velmi mocným socializačním faktorem. Jakmile je jednou gender přiřčen, očekává společnost, že se jedinci budou chovat tak, jak je genderově určeno. S naplňováním a reprodukováním těchto očekávání se setkáváme v praxi každodenního života.

## Socializační faktory
Za socializační faktory můžeme považovat sociální kontexty či skupiny, ve kterých se dějí významné socializační procesy. Socializační faktory tedy mohou být následující:

### Rodina
Rodina má zpravidla nejdůležitější roli, protože nejčastěji jsou to rodiče, kdo se o dítě starají. Nejdůležitější osobou v raném věku dítěte bývá nejčastěji matka. Ovšem rodinné systémy jsou v každé kultuře odlišné, tudíž mohou mít typy rodinných kontaktů mnoho podob. V moderních společnostech se jednotka představující domov skládá z matky, otce a jednoho až dvou dětí. Naproti tomu v jiných kulturách může do rodinné jednotky patřit i širší rodina, jako jsou tety, strýcové či prarodiče. Rodina je pro dítě hlavním socializačním faktorem, protože dítě odpozorovává projevy chování svých rodičů i dalších blízkých lidí ze svého společenství.

### Škola
Dalším důležitým socializačním faktorem je škola. Od dětí se zde čeká, že budou dodržovat určitý řád a kázeň (být při hodině ticho, respektovat autority…). Primárním účelem škol je vzdělávat. Stejně důležitý je ale také přístup kantorů k dětem, protože podle něj se děti dozví, co samy od sebe mohou v budoucnu očekávat, což je připravuje na budoucí povolání.

### Vrstevnická skupina
Jedná se o skupinu kamarádů či vrstevníků, kteří mohou zastávat poněkud jiné hodnoty a normy, než které byly dětem vštěpovány v rodinách. Vztahy s vrstevníky jsou pro děti velice důležité, protože například děti starší pěti let tráví většinu svého času právě s nimi, protože rodiče jsou zaměstnáni. Tyto vztahy mohou mít i do budoucna velký vliv na utváření našich postojů a chování.Významnou roli v procesu socializace hrají vrstevnické skupiny na bázi subkultur mládeže. Marcuse říká, že “mladé generaci je princip reality vštěpován spíše mimo rodinu než rodinou”. Pro vrstevnické skupiny je tedy charakteristické, že:
1. Rodinné autority – rodiče – nahrazují dohodnutá pravidla, hodnoty a normy dané adolescentské komunity. Ty se zpravidla velmi podobají “kultuře dospělých”.
2. Vrstevnická skupina nabízí nejvíce prostoru pro otevřenou konfrontaci různých hodnot a norem.
3. Jako člen subkultury jedinec „testuje“ toleranci dospělých a solidaritu vrstevníků. Specifické provokativní chování přispívá ke generační solidaritě a zároveň je ukazatelem akceptovatelnosti hodnot a norem “světa dospělých”.[12]

### Masmédia
Média dnes hrají důležitou roli v našem pohledu na svět a tudíž i v procesu socializace. Jedná se o přenesení informací prostřednictvím knih, novin, televize, internetu apod. Média a masmédia ovlivňují názory, hodnoty, postoje a chování velkého množství lidí.

## Absence socializace
Socializace je důležitý proces lidského života. Bez uspokojivé socializace nejsou jedinci schopni zvládat běžné interakce s jinými členy skupiny. Pokud není jedinec včas řádně socializován, může se z něj stát jedinec sociálně narušený, který nezvládne respektovat pravidla běžného soužití s ostatními lidmi a zapojovat se do kolektivních společných akcí.
Další nevýhodou společnosti bez socializace je, že není schopná předávat své základní hodnoty a normy nadcházejícím generacím, a tudíž se společnost rozpadá. Tuto zkušenost měly mnohé národy pod náporem kolonizace – i když nebyly kolonizátory přímo fyzicky ničeny, rozpadaly se vnitřně.

### Nesocializovaný jedinec
Jedná se o člověka vyrůstajícího bez vzájemného kontaktu s dalším jedincem.
Chlapec z Aveyronu
V 19. století objeven v blízkosti vesnice Saint-Serin v věku odhadovaném na 12 let. Jediným lidským znakem, který chlapec vykazoval, byla vzpřímená chůze. Chlapec vydával pouze skřeky, nejevil žádné hygienické návyky, proces vyprazdňování prováděl kdekoli. Po umístění do sirotčince ze sebe strhával veškeré ošacení a neustále se pokoušel o útěk. Při lékařském vyšetření nebyly zjištěny žádné fyzické odlišnosti. Při dalším vědeckém zkoumání byl chlapec umístěn před zrcadlo, ve kterém se sice viděl, ale vlastní odraz v něm nepoznal. Při umístění brambory za jeho hlavu se chlapec nejprve snažil uchopit bramboru v odraze, avšak po několika pokusech se bez otočení hlavy natáhl pro bramboru zezadu. Kněz přítomný při pokusech vypověděl, že ačkoli chlapci inteligence, odhad a úsudek nechybí zcela, vykazuje spíše chování zvířecí. Další snaha jedince socializovat proběhla v Paříži, avšak úspěch měla pouze částečný. Chlapec se naučil oblékat a nosit ošacení, využívat toaletu, nikdy ale nejevil zájem o hračky a hry a mluvit se naučil pouze několik slov. To údajně nebylo zapříčiněno mentální retardací, ale spíše vůlí či schopností naučit se verbální řeč. Zemřel ve věku 40 let.

## Resocializace
Opakovaný proces socializace jedince, u kterého už socializace sice jednou proběhla, ale kvůli dramatické životní změně (např. odchod do důchodu, propuštění z vězení, politický převrat) byl donucen ke změně dosavadních životních norem, návyků a hodnot.
Příkladem může být nová společenská situace po roce 1989 v Česku – onen plánovaný “Návrat do Evropy” lze také považovat za určitý globální resocializační proces. Bez resocializace svého druhu se však neobejdou ani změny výrobní technologie nebo reorganizace na úrovni podniku.

## Humanizace
Podle sociálního antropologa Dieter Claessense je v rodině úspěšná socializace možná jen tehdy, pokud se uskuteční na základě humanizace, v niž kojenec během prvního roku života získá důvěru ke svému okolí a je schopný akceptovat sociální učení svého okolí.